# I Prevail
I Prevail je americká rocková kapela založená v roce 2013 v Southfield, Michigan. V roce 2014 vydali své debutové EP Heart vs. Mind a získali si popularitu vydáním metalového coveru „Blank Space“ od Taylor Swift jako singlu, který nakonec v USA dostal platinové ocenění. Kapela od té doby vydala tři studiová alba: Lifelines (2016), Trauma (2019) a True Power (2022). Kapela zaznamenala úspěch i se svým původním materiálem, singly „Breaking Down“ a „Hurricane“, které si vedly dobře v rockových rádiích, singl „Bow Down“ byl nominován na cenu Grammy za nejlepší metalový výkon v roce 2019, a Trauma byl ve stejném roce nominován na cenu Grammy za nejlepší rockové album .

## Historie

### Heart vs.MindEP (2014–2016)
Kapela vznikla koncem roku 2013. Kapela 1. prosince 2014 zveřejnila na Youtube cover verzi písně Taylor Swift „Blank Space“. Cover se umístil na čísle 90 v Billboard Hot 100 a na 23. místě v americkém žebříčku Mainstream Rock Songs. Cover dostal v roce 2019 platinové ocenění. Dne 10. prosince 2014 kapela vydala první dva singly z EP: „Love, Lust, and Liars“ a „The Enemy“. Kapela dne 17. prosince 2014 vydala své debutové EP Heart vs. Mind. V roce 2015 před natáčením jejich debutového alba kapelu opustil doprovodný kytarista Jordan Berger. Kapela našla náhradníky na turné a to Tony Camposeo, který hrál na baskytaru a Dylan Bowman na doprovodnou kytaru. Oba se později stali členy kapely. Poté se kapela vydala na The Heart vs. Mind Tour a Massive Addictive Tour. 24. června 2015 oznámili letní turné s názvem The Crossroads Tour. Kapela hrála jako předkapela pro Crown the Empire a Hollywood Undead v září a říjnu 2015 na Day of the Dead Tour, na tomto turné hrála pouze na vybraných koncertech, v prosinci také hrála jako předkapela pro Pop Evil.

### Lifelines(2016–2019)
17. května 2016 kapela oznámila hlavní turné Strike the Match Tour, které probíhalo celé léto. Na tomto turné se objevili i další kapely jako hosti: The White Noise, My Enemies & I a Bad Seed Rising. 20. června 2016 kapela odhalila název svého debutového alba Lifelines a 21. července 2016 oznámila, že vyjde 21. října 2016. První singl z alba „Scars“ byl vydán 1. července 2016. Dne 19. července 2016 I Prevail prostřednictvím sociálních sítí oznámili, že budou podporovat jako předkapela Pierce the Veil spolu s Neck Deep na turné Journey's Made to Destroy od září do října 2016. Druhý singl „Stuck in Your Head“ vydala kapela 14. srpna 2016. Třetí singl „Come and Get It“ z alba kapela vydala 28. září 2016 přes Short.Fast.Loud, což je australská punková a hardcorová rádiová show na stanici pro mladé lidi Triple J. V prosinci 2016 bylo oznámeno, že basák Tony Camposeo opustil kapelu, aby se mohl soustředit na vlastní produkci hudby.
22. března 2017 I Prevail protvrdili účast na Vans Warped Tour 2017. Koncem března a začátkem dubna 2017 měla skupina své první velké zámořské turné, které zahrnovalo vyprodané koncerty po celé Austrálii. Kapela 30. května 2017 oznámila odchod Lee Runestada a že chybějící členy na turné nahradí Eli Clark jako baskytarista a Gabe Helguera z Drum Beats Online jako bubeník. 8. srpna 2017 I Prevail ohlásili podzimní a zimní hlavní turné s The Word Alive, We Came as Romans a Escape the Fate. Brian Burkheiser si musel dát dočasnou pauzu od zpívání kvůli vážnému zranění hlasivek.

### Trauma(2019–2022)
19. února 2019 kapela oznámila další album s názvem Trauma. Na sociálních sítích poprosila fanoušky, aby tohle oznámení sdíleli 100 000krát, než vydají první singl. Dne 26. února 2019 kapela vydala hlavní singl „Bow Down“ z alba. Později toho samého dne skupina vydala „Breaking Down“, druhou skladbu z alba. Spolu s vydáním nového singlu se Gabe Helguera stal plnohodnotným členem kapely. Eli Clark ale v obou nových videoklipech chyběl. Podle jeho profilu na LinkedIn opustil kapelu v lednu 2019.
Zatímco byla kapela v Austrálii na Download Festival v březnu 2019. Třetí singl „Paranoid“ z nového alba kapela vydala 18. března 2019. Trauma bylo vydáno 29. března 2019. Album bylo po vydání čtvrté nejvíce prodávané album týdne v USA, zatímco jeho první singl „Breaking Down“ se v květnu 2019 dostal do top 10 žebříčku Billboard Mainstream Rock Songs. 6. srpna 2019 skupina A Day to Remember oznámila, že I Prevail, Beartooth a Can't Swim je budou předskakovat na jejich hlavním turné „Degenerates“. V listopadu 2019 kapela obdržela dvě nominace na Grammy za nejlepší rockové album Trauma a nejlepší metalový výkon za "Bow Down".

### True Power(2022–současnost)
17. června 2022 kapela vydala singl „Body Bag“. Píseň je hlavním singlem pro jejich třetí studiové album True Power, které vyšlo 19. srpna 2022. Druhý singl „Bad Things“ vydala kapela 12. července 2022. Dne 19. srpna 2022 kapela vydala videoklip k písni „Self-Destruction“. V červnu 2022 kapela oznámila své True Power turné, které začíná v Asbury Park, New Jersey s předskokany Pierce the Veil, Fit for a King a Stand Atlantic (Koncerty 24. října – 22. listopadu) a Yours Truly (Koncerty 9. září – 9. října). Turné se bude konat od 9. září do 22. listopadu, a skončí v Detroitu v Michiganu. Dne 22. listopadu 2022 vydala kapela další videoklip k písni „There's Fear In Letting Go“. Další videoklip k písni „Deep End“ kapela vydala 16. března 2023.

## Hudební styl
Hudba I Prevail je propojona s mnoha hudebními žánry, jako je post-hardcore, metalcore, pop punk, hard rock, nu metal, rap metal, melodický metalcore, a alternativní metal. Kapela kombinuje prvky metalu, alternativy, elektroniky, hip hopu, trapu, trap metalu, rapu a popu.
James Christopher Monger z internetové hudební encyklopedie AllMusic popsal zvuk kapely I Prevail jako „strhující směs metalcore, pop-punku a post-hardcoru, která vyvolává jména kapel jako Bring Me the Horizon, We Came as Romans a A Day to Remember“.

## Členové kapely
| Stávající členové - Eric Vanlerberghe – Growling (2013–současnost); zpěv (2016–současnost) - Steve Menoian – hlavní kytara (2013–současnost); baskytara (2014–2015, 2017–současnost; jen studiové nahrávání) - Dylan Bowman – doprovodná kytara, doprovodný zpěv (2015–současnost) - Gabe Helguera – bicí (2019–současnost; na turné 2017–2019) - Jon Eberhard - bicí, klávesy (2025-současnost; na turné 2023-2025) | Bývalí členové - Brian Burkheiser – zpěv (2013–2025) - Jordan Berger – doprovodná kytara, doprovodný zpěv (2013–2015) - Tony Camposeo – baskytara (2014–2016) - Lee Runestad – bicí (2013–2017) Bývalí členové na koncertech - Eli Clark – baskytara, doprovodný zpěv (2016–2019) |

Časová osa

## Diskografie

### Studiová alba
| Název      | Podrobnosti                                                                        | Nejlepší pozice v žebříčkách | Nejlepší pozice v žebříčkách | Nejlepší pozice v žebříčkách | Nejlepší pozice v žebříčkách | Nejlepší pozice v žebříčkách | Nejlepší pozice v žebříčkách | Nejlepší pozice v žebříčkách | Nejlepší pozice v žebříčkách | Nejlepší pozice v žebříčkách | Nejlepší pozice v žebříčkách | Prodeje        | Ocenění    |
| Název      | Podrobnosti                                                                        | US                           | AUS                          | AUT                          | BEL (FL)                     | CAN                          | GER                          | NZ                           | SCO                          | SWI                          | UK                           | Prodeje        | Ocenění    |
| ---------- | ---------------------------------------------------------------------------------- | ---------------------------- | ---------------------------- | ---------------------------- | ---------------------------- | ---------------------------- | ---------------------------- | ---------------------------- | ---------------------------- | ---------------------------- | ---------------------------- | -------------- | ---------- |
| Lifelines  | - Vydáno: 21. října 2016 - Vydavatel: Fearless - Formáty: CD, digitální stahování  | 15                           | 8                            | —                            | —                            | 17                           | —                            | —                            | 60                           | —                            | 72                           |                | - MC: Gold |
| Trauma     | - Vydáno: 29. března 2019 - Vydavatel: Fearless - Formáty: CD, digitální stahování | 14                           | 6                            | 38                           | 172                          | 22                           | 32                           | —                            | 58                           | 58                           | 60                           | - USA: 181 000 |            |
| True Power | - Vydáno: 19. srpna 2022 - Vydavatel: Fearless - Formáty: CD, digitální stahování  | 48                           | 5                            | 42                           | —                            | 68                           | 28                           | —                            | —                            | 50                           | 96                           | - USA: 53 000  |            |

### EPs
| Název          | Podrobnosti                                                                          | Nejlepší pozice v žebříčkách | Nejlepší pozice v žebříčkách | Nejlepší pozice v žebříčkách | Nejlepší pozice v žebříčkách | Nejlepší pozice v žebříčkách | Nejlepší pozice v žebříčkách | Nejlepší pozice v žebříčkách | Nejlepší pozice v žebříčkách |
| Název          | Podrobnosti                                                                          | US                           | US Alt.                      | US Dig.                      | US Hard                      | US Heat.                     | US Indie                     | US Rock                      | US Sales                     |
| -------------- | ------------------------------------------------------------------------------------ | ---------------------------- | ---------------------------- | ---------------------------- | ---------------------------- | ---------------------------- | ---------------------------- | ---------------------------- | ---------------------------- |
| Heart vs. Mind | - Vydáno: 17. prosince 2014 - Vydavatel: Fearless - Formáty: CD, digitální stahování | 88                           | 6                            | 17                           | 4                            | 10                           | 5                            | 9                            | 39                           |

### Singly
| Rok  | Singl                                       | Peak chart positions | Peak chart positions | Peak chart positions | Peak chart positions | Peak chart positions | Peak chart positions | Ocenění                              | Album          |
| Rok  | Singl                                       | US                   | US Air.              | US Alt.              | US Main.             | US Rock.             | US Hard Rock Digi.   | Ocenění                              | Album          |
| ---- | ------------------------------------------- | -------------------- | -------------------- | -------------------- | -------------------- | -------------------- | -------------------- | ------------------------------------ | -------------- |
| 2014 | "Blank Space"                               | 90                   | —                    | —                    | 23                   | 9                    | 18                   | - RIAA: Platinum                     | Heart vs. Mind |
| 2014 | "Love, Lust, and Liars"                     | —                    | —                    | —                    | —                    | —                    | —                    |                                      | Heart vs. Mind |
| 2014 | "The Enemy"                                 | —                    | —                    | —                    | —                    | —                    | —                    |                                      | Heart vs. Mind |
| 2016 | "Scars"                                     | —                    | —                    | —                    | —                    | 39                   | 3                    | - RIAA: Gold - ARIA: Gold - MC: Gold | Lifelines      |
| 2016 | "Stuck in Your Head"                        | —                    | —                    | —                    | 36                   | 40                   | 7                    | - MC: Gold                           | Lifelines      |
| 2016 | "Come and Get It"                           | —                    | —                    | —                    | —                    | —                    | 25                   |                                      | Lifelines      |
| 2016 | "Alone"                                     | —                    | 21                   | —                    | 6                    | 25                   | 8                    | - RIAA: Gold                         | Lifelines      |
| 2017 | "Lifelines"                                 | —                    | 37                   | —                    | 11                   | —                    | —                    |                                      | Lifelines      |
| 2019 | "Bow Down"                                  | —                    | —                    | —                    | —                    | 32                   | 21                   |                                      | Trauma         |
| 2019 | "Breaking Down"                             | —                    | 19                   | —                    | 3                    | 24                   | 22                   |                                      | Trauma         |
| 2019 | "Paranoid"                                  | —                    | —                    | —                    | —                    | 49                   | —                    |                                      | Trauma         |
| 2019 | "Hurricane"                                 | —                    | 13                   | —                    | 1                    | 10                   | —                    |                                      | Trauma         |
| 2020 | "Hurricane (Reimagined)"                    | —                    | —                    | —                    | —                    | —                    | —                    | - ARIA: Gold                         | Post Traumatic |
| 2020 | "Feel Something" (s Illenium a Excision)    | —                    | —                    | —                    | —                    | —                    | —                    |                                      | Post Traumatic |
| 2020 | "DOA" (feat. Joyner Lucas)                  | —                    | —                    | —                    | —                    | —                    | —                    |                                      | Post Traumatic |
| 2020 | "Every Time You Leave" (feat. Delaney Jane) | —                    | —                    | —                    | 3                    | 42                   | —                    |                                      | Trauma         |
| 2022 | "Body Bag"                                  | —                    | —                    | —                    | —                    | —                    | 4                    |                                      | True Power     |
| 2022 | "Bad Things"                                | —                    | —                    | 32                   | 1                    | 37                   | 9                    |                                      | True Power     |
| 2022 | "Self-Destruction"                          | —                    | —                    | —                    | —                    | —                    | —                    |                                      | True Power     |
| 2022 | "There's Fear In Letting Go"                | —                    | —                    | —                    | —                    | —                    | —                    |                                      | True Power     |
| 2023 | "Deep End"                                  | —                    | —                    | —                    | 7                    | —                    | —                    |                                      | True Power     |

### Videoklipy
| Rok  | Píseň                                       | Režisér             |
| ---- | ------------------------------------------- | ------------------- |
| 2014 | "Blank Space"                               | I Prevail           |
| 2014 | „Love, Lust, and Liars“                     | Sam Link            |
| 2014 | "The Enemy"                                 | Sam Link            |
| 2015 | "Crossroads"                                | Alan Ledford        |
| 2016 | "Scars"                                     | Max Moore           |
| 2016 | "Stuck in Your Head"                        | Drew Russ           |
| 2017 | "Come and Get It"                           | Kurt Mackey         |
| 2017 | "Lifelines"                                 | Caleb Mallery       |
| 2017 | "Alone"                                     |                     |
| 2017 | "Already Dead"                              | Samuel Halleen      |
| 2018 | "Rise"                                      | Benem Robertsem     |
| 2019 | "Bow Down"                                  | Ben Proulx          |
| 2019 | "Breaking Down"                             | Ben Proulx          |
| 2019 | "Paranoid"                                  | Ben Proulx          |
| 2019 | "Hurricane"                                 | Kurt Mackey         |
| 2019 | "Gasoline"                                  | Ben Proulx          |
| 2019 | "Hurricane" (verze 2)                       | Kurt Mackey         |
| 2020 | "DOA" (feat. Joyner Lucas)                  | Ben Proulx          |
| 2020 | "Every Time You Leave" (feat. Delaney Jane) | Ben Proulx          |
| 2022 | "Body Bag"                                  | Tom Flynn           |
| 2022 | "Bad Things"                                | Vizuály třetího oka |
| 2022 | "Self-Destruction"                          | Jensen Noen         |
| 2022 | „There's Fear in Letting Go“                | Jensen Noen         |
| 2023 | "Deep End"                                  | Jensen Noen         |

## Ceny a nominace
Grammy Awards
| Year | Nominované dílo | Cena                         | Výsledek   |
| ---- | --------------- | ---------------------------- | ---------- |
| 2019 | "Bow Down"      | Nejlepší Metalové Vystoupení | Nominováno |
| 2019 | Trauma          | Nejlepší Rockové Album       | Nominováno |

Loudwire Music Awards
| Rok  | Nominované dílo | Ocenění                    | Výsledek |
| ---- | --------------- | -------------------------- | -------- |
| 2017 | "Alone"         | Hard Rocková Písnička Roku | Výhra    |